# Pierre Aguillon
Pour les articles homonymes, voir Aguillon.

a Compétitions nationales et continentales officielles uniquement.

Dernière mise à jour le 12 janvier 2023.
Pierre Aguillon, né le 27 mars 1987 à Lourdes, est un joueur français de rugby à XV jouant au poste de trois-quarts centre. Il a mis fin à sa grande carrière en 2025 alors qu'il jouait sous les couleurs de l'US Carcassonne.

## Biographie
Pierre Aguillon est formé au SA Condom,, avant de partir pour FC Auch. En 2007, il décroche le titre de champion de France espoirs avec le FC Auch Gers, avec le futur pilier international Fabien Barcella. La même année, l'équipe première est également titrée en Pro D2 et promue en Top 14.
Au cours de cette saison en élite, Pierre Aguillon, alors âgé de 21 ans, fera quelques apparitions et inscrira un essai. Auch ne parviendra pas à se maintenir et finira même dernier au classement (3 victoires pour 23 défaites). Aguillon restera encore dans le Gers pour une année.
En fin de saison, son club finit en 13e position de la division, il signe alors au FC Grenoble pour y évoluer à partir de la saison 2009-2010 de Pro D2.
Après un passage à Carcassonne de 2011 à 2013, puis à Oyonnax de 2013 à 2015, Il rejoint ensuite le Stade rochelais en à partir de la saison 2015-2016 et s'y engage pour trois ans, soit jusqu'en 2018.
En novembre 2016, il est sélectionné dans l'équipe des Barbarians français pour affronter une sélection australienne au Stade Chaban-Delmas de Bordeaux. Les Baa-Baas parviennent à s'imposer 19 à 11 grâce à un essai de Raphaël Lakafia à la 77e minute.
En juin 2017, il est de nouveau convoqué pour jouer avec les Barbarians français qui affrontent l'équipe d'Afrique du Sud "A" les 16 et 23 juin en Afrique du Sud mais doit renoncer à cette tournée car il est suspendu à la suite du carton rouge reçu en demi-finale de Top 14 avec La Rochelle contre Toulon. En novembre 2017, il rejoue finalement avec les Barbarians français pour affronter les Māori All Blacks au stade Chaban-Delmas de Bordeaux. Les Baa-Baas parviennent à s'imposer 19 à 15.
En cours de saison 2017-2018, alors qu'il était en fin de contrat, il prolonge avec les Maritimes jusqu'en 2021.
Durant la saison 2018-2019, Pierre Aguillon joue 22 matchs toutes compétitions confondues, dont 14 titularisations et marque six essais. Le Stade rochelais atteint les demi-finales du Top 14, avant de se faire éliminer par le Stade toulousain. Cependant, les Rochelais se qualifient pour la finale du Challenge européen, après avoir terminé premier de leur poule, puis battu Bristol et Sale en phases finales. En finale, ils affrontent l'ASM Clermont. Pierre Aguillon est titulaire au centre aux côtés de Geoffrey Doumayrou, mais son équipe s'incline 36 à 16.
Deux ans plus tard, en 2020-2021, les Rochelais atteignent la finale de la Coupe d'Europe où ils sont battus 18 à 8 par le Stade toulousain. Pierre Aguillon manque cependant cette rencontre à cause d'une blessure à l'ischio-jambier, le rendant indisponible durant trois mois,. À la fin de cette saison, il quitte le Stade rochelais pour rejoindre le Castres olympique pour la saison 2021-2022.
À l'issue de sa première saison avec le CO, en juin 2022, il participe à la tournée des Barbarians français aux États-Unis pour affronter la sélection américaine le 1er juillet 2022 à Houston. Les Baa-baas s'inclinent 26 à 21.
Après seulement une saison à Castres, il retourne à l'US Carcassonne, où il a auparavant évolué entre 2011 et 2013, à partir de la saison 2022-2023 pour un contrat de deux saisons.
En 2025, il est champion de France avec U.S.Carcassonne qui remonte en Pro D2, il rentre dans le staff technique chargé de la défense à l’issue de cette saison 2024-2025.

## Palmarès
- FC Auch
  - Vainqueur du Championnat de France espoirs en 2007
  - Vainqueur du Championnat de France de 2e division en 2007
- Stade rochelais
  - Finaliste du Challenge européen en 2019
  - Champion de France de Nationale 1 avec U.S.Carcassonne en 2025.